# Michel Collon
Michel Collon es un crítico, periodista, publicista y escritor belga, que se define como especializado en el estudio de la propaganda de guerra, las mentiras mediáticas y las relaciones Norte Sur.

## Biografía
Michel Collon empezó su carrera en el semanario belga Solidaire y continuó su trabajo de manera independiente escribiendo libros y haciendo películas; difunde su trabajo a través Investig’Action un medio de comunicación digital, que además cuenta con un boletín de Internet de 100 000 abonados, el cual se publica en tres lenguas: francés, español e inglés. 
Se encuentra afiliado al Partido del Trabajo de Bélgica, y ha organizado despliegues de observadores civiles en Yugoslavia y en Irak; fue a Libia en junio y julio de 2011. Es co-autor del film documental Los condenados de Kosovo sobre la guerra llevada a cabo por la OTAN en Yugoslavia. Es miembro del Consejo Consultativo de la television latinoamericana TeleSur. Participó en la conferencia antiimperialista "Eje por la Paz".
Michel Collon denunció el uso indebido por parte del Dalái lama de una fotografía donde se mostraba a soldados chinos disfrazándose de monjes budistas para provocar los disturbios en el Tíbet de 2008. Según Los Angeles Times, esta fotografía fue tomada de la película de Michelle Yeoh The Touch, que se filmó en Lhassa entre 2001 y 2002.

## Divulgación de propaganda
Se le señala de haber construido su reputación a través de la promoción de teorías conspirativas y teorías rojo-verde-marrón. Además, a Collon y a Investig’Action, se les endilga ser defensores del presidente de Eritrea, Isaías Afewerki, por la publicación del documental "Eritrea: Come And See", donde muestran una perspectiva del mandatario eritreo más allá de su rotulo como dictador.

## Caso del dinero checoslovaco
Collon en 1982, junto con Jean Verstappen y otros pacifistas belgas, fundaron el "Rencontres pour la Paix", y para 1988 "Rencontres pour la Paix" recibió de Jan Brañka, - un presunto espía-diplomático de la Embajada de Checoslovaquia en Bruselas -, la suma de 10.000 francos belgas para la publicación de la edición especial “¿Por qué guerras? ¿Por qué no la paz?", y al año siguiente Brañka financió una nueva edición  titulada “Construyendo Europa”. Esta relación economica con Checoslovaquia  puso en duda la integridad ética e independencia academica de "Rencontres pour la Paix".

## Publicaciones
1999
El juego de la mentira, Ed. HIRU.
2000
Monopoly: La OTAN a la conquista del mundo, HIRU.
2003
Desarmando la guerra global I (De la guerra del golfo a la ocupación de los balcanes), Ed. Miatzen Sarl. 
|
Desarmando la guerra global II (Del 11 de septiembre a la invasión de Iraq), Ed. Miatzen Sarl.
2006
Huracán, HIRU.
2013
Ojo con los media, Ed. HIRU
2015
Los 7 pecados de Hugo Chávez, Ed. Yulca.
2017
El mundo según Trump, Ed. El viejo topo.